# والدبردیموس
والدبردیموس (به لوکزامبورگی: Waldbriedemes) یک شهرداری در استان رمیش کشور لوکزامبورگ است که ۱۲٫۵۷ کیلومترمربع مساحت دارد و جمعیت آن در سال ۲۰۰۹ میلادی ۹۸۷ نفر بوده‌است.